# Comparateur logique

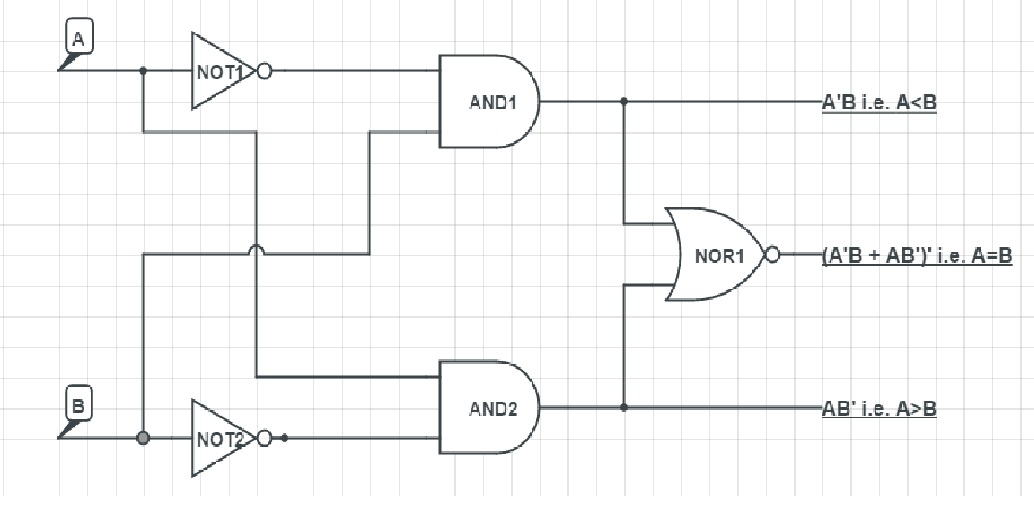
Comparateurs logique (égalité, inégalité, plus grand que, moins grand que)

Un comparateur logique ou comparateur de magnitude est un circuit logique auquel sont soumis en entrée deux mots sous forme binaire, et qui détermine lequel des deux nombres correspondants est le plus grand, ou s'ils sont égaux. Des exemples de comparateurs logiques sont le CMOS 4063 et 4585 et le TTL 7485 et 74682-89.
Un équivalent analogique serait l'amplificateur opérationnel en mode saturé.
La table de vérité d'un comparateur de deux mots d'un bit chacun peut être exprimée de la manière suivante :
| Entrées           | Entrées           | Sorties             | Sorties             | Sorties             |
| {\displaystyle A} | {\displaystyle B} | {\displaystyle A<B} | {\displaystyle A=B} | {\displaystyle A>B} |
| ----------------- | ----------------- | ------------------- | ------------------- | ------------------- |
| 0                 | 0                 | 0                   | 1                   | 0                   |
| 0                 | 1                 | 1                   | 0                   | 0                   |
| 1                 | 0                 | 0                   | 0                   | 1                   |
| 1                 | 1                 | 0                   | 1                   | 0                   |